# 1998-as Formula–1 brit nagydíj
A brit nagydíj volt az 1998-as Formula–1 világbajnokság kilencedik futama. Michael Schumacher a boxban nyerte meg a futamot, miután 10 mp-es "Stop and Go "büntetést kapott és az utolsó körben töltötte le azt, ezáltal a boxban áthaladva a rajt/cél vonalon. Később a sportfelügyelők a büntetést visszavonták, mert tévesen adták azt ki, boxban való gyorshajtásért. A McLaren Mercedes fellebbezést nyújtott be, de azt elutasította az FIA. A magyar televíziós közvetítésben tévesen az az információ hangzott el, hogy a köröket a versenybírók elszámolták.

## Időmérő edzés
|    | #  | Versenyző             | Csapat              | Idő        | Különbség |
| -- | -- | --------------------- | ------------------- | ---------- | --------- |
| 1  | 8  | Mika Häkkinen         | McLaren-Mercedes    | 1:23,271   | —         |
| 2  | 3  | Michael Schumacher    | Ferrari             | 1:23,720   | +0,449    |
| 3  | 1  | Jacques Villeneuve    | Williams-Mecachrome | 1:24,102   | +0,831    |
| 4  | 7  | David Coulthard       | McLaren-Mercedes    | 1:24,310   | +1,039    |
| 5  | 4  | Eddie Irvine          | Ferrari             | 1:24,436   | +1,165    |
| 6  | 2  | Heinz-Harald Frentzen | Williams-Mecachrome | 1:24,442   | +1,171    |
| 7  | 9  | Damon Hill            | Jordan-Mugen-Honda  | 1:24,542   | +1,271    |
| 8  | 14 | Jean Alesi            | Sauber-Petronas     | 1:25,081   | +1,810    |
| 9  | 15 | Johnny Herbert        | Sauber-Petronas     | 1:25,084   | +1,813    |
| 10 | 5  | Giancarlo Fisichella  | Benetton-Playlife   | 1:25,654   | +2,383    |
| 11 | 6  | Alexander Wurz        | Benetton-Playlife   | 1:25,760   | +2,489    |
| 12 | 16 | Pedro Diniz           | Arrows              | 1:26,376   | +3,105    |
| 13 | 17 | Mika Salo             | Arrows              | 1:26,487   | +3,216    |
| 14 | 12 | Jarno Trulli          | Prost-Peugeot       | 1:26,808   | +3,537    |
| 15 | 19 | Jos Verstappen        | Stewart-Ford        | 1:26,948   | +3,677    |
| 16 | 18 | Rubens Barrichello    | Stewart-Ford        | 1:26,990   | +3,719    |
| 17 | 21 | Takagi Toranoszuke    | Tyrrell-Ford        | 1:27,061   | +3,790    |
| 18 | 23 | Esteban Tuero         | Minardi-Ford        | 1:28,051   | +4,780    |
| 19 | 22 | Nakano Sindzsi        | Minardi-Ford        | 1:28,123   | +4,852    |
| 20 | 20 | Ricardo Rosset        | Tyrrell-Ford        | 1:28,608   | +5,337    |
| 21 | 9  | Ralf Schumacher       | Jordan-Mugen-Honda  | Idő nélkül | -         |
| 22 | 11 | Olivier Panis         | Prost-Peugeot       | Idő nélkül | -         |

## Futam
| Helyezés | #  | Versenyző             | Csapat/Motor        | Futott körök | Idő/Kiesés oka | Rajthely | Pontszám |
| -------- | -- | --------------------- | ------------------- | ------------ | -------------- | -------- | -------- |
| 1        | 3  | Michael Schumacher    | Ferrari             | 60           | 1'47:02,4      | 2        | 10       |
| 2        | 8  | Mika Häkkinen         | McLaren-Mercedes    | 60           | +22,465        | 1        | 6        |
| 3        | 4  | Eddie Irvine          | Ferrari             | 60           | +29,199        | 5        | 4        |
| 4        | 6  | Alexander Wurz        | Benetton-Playlife   | 59           | +1 kör         | 11       | 3        |
| 5        | 5  | Giancarlo Fisichella  | Benetton-Playlife   | 59           | +1 kör         | 10       | 2        |
| 6        | 10 | Ralf Schumacher       | Jordan-Mugen-Honda  | 59           | +1 kör         | 21       | 1        |
| 7        | 1  | Jacques Villeneuve    | Williams-Mecachrome | 59           | +1 kör         | 3        |          |
| 8        | 22 | Nakano Sindzsi        | Minardi-Ford        | 58           | +2 kör         | 19       |          |
| 9        | 21 | Takagi Toranoszuke    | Tyrrell-Ford        | 56           | +4 kör         | 17       |          |
| Kiesett  | 14 | Jean Alesi            | Sauber-Petronas     | 53           | Elektronika    | 8        |          |
| Kiesett  | 16 | Pedro Diniz           | Arrows              | 45           | Kicsúszás      | 12       |          |
| Kiesett  | 11 | Olivier Panis         | Prost-Peugeot       | 40           | Kicsúszás      | 22       |          |
| Kiesett  | 18 | Rubens Barrichello    | Stewart-Ford        | 39           | Kicsúszás      | 16       |          |
| Kiesett  | 19 | Jos Verstappen        | Stewart-Ford        | 38           | Motorhiba      | 15       |          |
| Kiesett  | 7  | David Coulthard       | McLaren-Mercedes    | 37           | Kicsúszás      | 4        |          |
| Kiesett  | 12 | Jarno Trulli          | Prost-Peugeot       | 37           | Kicsúszás      | 14       |          |
| Kiesett  | 20 | Ricardo Rosset        | Tyrrell-Ford        | 29           | Kicsúszás      | 20       |          |
| Kiesett  | 23 | Esteban Tuero         | Minardi-Ford        | 29           | Kicsúszás      | 18       |          |
| Kiesett  | 15 | Johnny Herbert        | Sauber-Petronas     | 27           | Kicsúszás      | 9        |          |
| Kiesett  | 17 | Mika Salo             | Arrows              | 27           | Gázadagoló     | 13       |          |
| Kiesett  | 2  | Heinz-Harald Frentzen | Williams-Mecachrome | 15           | Kicsúszás      | 6        |          |
| Kiesett  | 9  | Damon Hill            | Jordan-Mugen-Honda  | 13           | Kicsúszás      | 7        |          |

## A világbajnokság élmezőnyének állása a verseny után
| H  | Versenyzők         | Pont | H  | Konstruktőrök       | Pont |
| -- | ------------------ | ---- | -- | ------------------- | ---- |
| 1. | Mika Häkkinen      | 56   | 1. | McLaren-Mercedes    | 86   |
| 2. | Michael Schumacher | 54   | 2. | Ferrari             | 83   |
| 3. | David Coulthard    | 30   | 3. | Benetton-Playlife   | 32   |
| 4. | Eddie Irvine       | 29   | 4. | Williams-Mecachrome | 19   |
| 5. | Alexander Wurz     | 17   | 5. | Stewart-Ford        | 5    |

## Statisztikák
Vezető helyen:
- Mika Häkkinen: 50 (1-50)
- Michael Schumacher: 10 (51-60)

Michael Schumacher 31. győzelme, 31. leggyorsabb köre, Mika Häkkinen 7. pole-pozíciója.
- Ferrari 117. győzelme.

## További Információk
- Vajon ki nyert? YouTube videó. YouTube